# はらたいらと世界のオルゴールの館
はらたいらと世界のオルゴールの館（はらたいらとせかいのオルゴールのやかた）とは、かつて高知県南国市にあった博物館である。

## 概要
総額3億5000万円をかけて土佐電鉄ごめん町駅構内に1993年4月30日にオープン。
1階にはオルゴールや電車グッズなどを販売し、2階の展示室には、同社が「世界の電車計画」に合わせて集めた19〜20世紀の欧米アンティークオルゴールと高知県出身の漫画家はらたいらの作品を展示。またオルゴール作りの体験コーナーもあった。
入場料は何度か値上げが行なわれ、最末期は500円だった。
オープン当初は年間10万人が訪れたが、年々客足は減少し、ごめん・なはり線開業後も入館者はあまり伸びず、2004年12月30日で閉館。建物は取り壊され、跡地はパークアンドライド用の駐車場となっている。
なおとさでん交通後免車庫敷地内に当時の宣伝看板が（かなり色褪せているものの）撤去されずに残されており、後免東町駅→後免町駅間に乗車していると左窓より確認することが出来る。